# リチャード・テンプル＝グレンヴィル (初代バッキンガム＝シャンドス公爵)

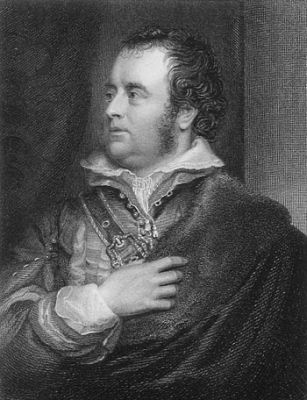
初代バッキンガム＝シャンドス公爵

初代バッキンガム＝シャンドス公爵リチャード・テンプル＝ニュージェント＝ブリッジス＝シャンドス＝グレンヴィル（英: Richard Temple-Nugent-Brydges-Chandos-Grenville, 1st Duke of Buckingham and Chandos, KG PC、1776年3月20日 - 1839年1月17日）は、イギリスの貴族、政治家。
1784年から1813年まではテンプル伯爵の儀礼称号で称された。1813年に第2代バッキンガム侯爵位を継承し、1822年にバッキンガム＝シャンドス公爵に叙せられた。

## 経歴
1776年3月20日に政治家の初代バッキンガム侯爵ジョージ・ニュージェント＝テンプル＝グレンヴィルとその妻メアリー（初代ニュージェント伯爵ロバート・ニュージェントの娘）の間の長男としてロンドンで生まれる。
オックスフォード大学ブレーズノーズ・カレッジで学ぶ。
1797年から1813年にかけてバッキンガムシャー選挙区から選出されて庶民院議員を務める。
1796年には第3代シャンドス公爵ジェイムズ・ブリッジスの一人娘アンと結婚した。1799年11月15日には勅許を得て妻の実家の家名(ブリッジス)と爵位名(シャンドス公爵)を加えた「テンプル＝ニュージェント＝ブリッジス＝シャンドス＝グレンヴィル（Temple-Nugent-Brydges-Chandos-Grenville）」に改姓した。
1800年から1801年にかけてインド庁のコミッショナー（Commissioner of the India Board）に就任。1806年2月5日に枢密顧問官に列するとともに、1806年から1807年にかけて通商庁副長官と陸軍支払長官を務めた。
1813年2月11日に父から第2代バッキンガム侯爵位を継承し、貴族院議員に転じた。
1813年から1839年にかけて名誉職のバッキンガムシャー統監を務めた。
1822年2月4日には連合王国貴族爵位バッキンガム＝シャンドス公爵、シャンドス侯爵、ストーのテンプル伯爵に叙される。このうちストーのテンプル伯爵位は、孫娘アンとその男系男子に継承可能な特別継承規定が付けられていた。彼の一人息子テンプル伯リチャードにはこの時点では子供が娘のアンしかいなかったためである（テンプル伯はこの翌年の1823年に男子リチャードを儲けている）。
1830年7月から11月にかけては王室家政長官を務めた。
1839年1月25日にバッキンガムシャーのストーで死去した。爵位は唯一の男子リチャードが継承した。

## 栄典

### 爵位
1813年2月11日に死去した父ジョージ・ニュージェント＝テンプル＝グレンヴィルから以下の爵位を継承。
- 第2代バッキンガム侯爵 (2nd Marquess of Buckingham)
(1784年12月4日の勅許状によるグレートブリテン貴族爵位)
- 第4代テンプル伯爵 (4th Earl Temple)
(1749年10月18日の勅許状によるグレートブリテン貴族爵位)
- 第3代ニュージェント伯爵（英語版）　(3rd Earl Nugent)
(1776年6月27日の勅許状によるアイルランド貴族爵位)
- 第5代コバム子爵 (5th Viscount Cobham)
(1718年5月23日の勅許状によるグレートブリテン貴族爵位)
- ケント州におけるコバムの第5代コバム男爵（英語版） (5th Baron Cobham, of Cobham in the County of Kent)
(1718年5月23日の勅許状によるグレートブリテン貴族爵位)

1822年2月4日に以下の爵位を新規に叙された。
- 初代バッキンガム＝シャンドス公爵 (1st Duke of Buckingham and Chandos)
(勅許状による連合王国貴族爵位)
- 初代シャンドス侯爵 (1st Marquess of Chandos)
(勅許状による連合王国貴族爵位)
- バッキンガム州におけるストーの初代テンプル伯爵 (1st Earl Temple of Stowe,in the County of Buckingham)
(勅許状による連合王国貴族爵位。一人息子リチャードに男子なき場合その娘アンとアンの男系男子に継承させる特別継承規定あり)

### 勲章
1820年6月12日、ガーター騎士団(勲章)ナイト(KG)

## 家族
1796年4月16日に第3代シャンドス公爵ジェイムズ・ブリッジスの娘アンと結婚し、彼女との間に爵位を継承する一人息子リチャード・プランタジネット・テンプル＝ニュージェント＝ブリッジス＝シャンドス＝グレンヴィルを儲けた。